# Bernard Malamud
Bernard Malamud (ur. 26 kwietnia 1914 w Nowym Jorku, zm. 18 marca 1986 w Nowym Jorku) – amerykański pisarz, prozaik i autor sztuk teatralnych pochodzenia żydowskiego.
Malamud urodził się na Brooklynie w rodzinie rosyjskich Żydów. Jego utwory często rozgrywają się w żydowskich środowiskach Nowego Jorku, pisarz nie ogranicza się jednak jedynie do opisania tradycyjnych żydowskich zwyczajów i postaw na tle wielokulturowej społeczności. Interesuje go głównie jednostka i sposób realizacji jej ambicji oraz marzeń wobec oporu otoczenia. Jego proza, w pełni realistyczna i z pozoru oschła, zaskakuje ukrytym liryzmem.
Najbardziej znana jego powieść, Fachman, w 1967 zdobyła National Book Award i Nagrodę Pulitzera w dziedzinie beletrystyki. Bohaterem książki jest Jakow Bok, Żyd oskarżony w Imperium Rosyjskim o popełnienie mordu rytualnego. Pisarz oparł swą powieść o rzeczywiste wydarzenia z lat 1911–1913, tzw. „sprawę Bejlisa”. National Book Award uhonorowano także wcześniejszy (z 1958) zbiór opowiadań Malamuda – The Magic Barrel.

## Twórczość
- The Natural (1952)
- Pomocnik (The Assistant 1957, wyd. polskie 1988, tłum. Bronisław Zieliński, ISBN 83-06-01400-6)
- Żydoptak (The Magic Barrel 1958, zbiór opowiadań, wyd. polskie 1973, wyb. Bogdan Baran, tłum. Zbigniew Białas, Mariusz Brymora, Aneta i Adam Janiszewscy ISBN 83-08-01900-5)
- Nowe życie (A New Life 1961, wyd. polskie 1967, tłum. Tadeusz Polanowski OCLC 832983378)
- Idioci mają pierwszeństwo (Idiots First 1963, zbiór opowiadań, wyd. polskie 1995, tłum. Ewa Życieńska ISBN 83-85156-51-8)
- Fachman (The Fixer 1966, wyd. polskie 1993, tłum. Tomasz Wyżyński ISBN 83-207-1369-2)
- Pictures of Fidelman (1969)
- The Tenants (1971)
- Rembrandt's Hat (1974, zbiór opowiadań)
- Dubin's Lives (1979)
- God's Grace (1982)